# 중경 현덕부
중경 현덕부(中京顯德府)는 발해의 5경 중 하나이다.

## 개요
자세한 위치는 알 수 없으나, 중화인민공화국 길림성(吉林省) 화룡시(和龍)의 서고성자(西古城子)가 가장 확실시되고 있다. 발해 무왕과 문왕 재위 초기 때까지 (742년 ~ 757년) 수도의 기능을 하였다.

## 행정구역
중경 현덕부에는 노주(盧州), 현주(顯州), 철주(鐵州), 탕주(湯州), 영주(榮州), 흥주(興州)의 6개주가 있었다.

## 같이 보기
- 상경 용천부(上京龍泉府)
- 동경 용원부(東京龍原府)
- 서경 압록부(西京鴨淥府)
- 남경 남해부(南京南海府)